# Bundesstraße 218
De Bundesstraße 218 (ook wel B218) is een bundesstraße in de Duitse deelstaat Nedersaksen.
De B218 begint bij Schwagstorf, verder via de stad Bramsche, om te eindigen in Ostercappeln. De B218 is ongeveer 51 kilometer lang.

## Routebeschrijving
De B218 begint in Fürstenau op een kruising met de B214. De weg loopt door Merzen, Hesepe , waarna ze bij afrit Bramsche-Hesepe aansluit op de B68, en ermee samenloopt tot afrit Bramsche, waar de B218 weer afbuigt en door Bramsche, waar ze het Mittellandkanaal kruist, en loopt door Engter naar afrit Bramsche waar ze de A1 kruist. De B218 loopt naar Ostercappeln, waar ze aansluit op zowel de B51 als de B65.
B1 · B3 · B3n · B4 · B5 · B6 · B6n · B27 · B51 · B61 · B64 · B65 · B68 · B69 · B70 · B71 · B72 · B73 · B74 · B74n · B75 · B79 · B80 · B82 · B83 · B188 · B190n · B191 · B195 · B207 · B209 · B210 · B211 · B212 · B213 · B214 · B215 · B216 · B217 · B218 · B238 · B239 · B240 · B241 · B242 · B243 · B243a · B244 · B245a · B247 · B248 · B322 · B401 · B402 · B403 · B404 · B408 · B431 · B433 · B434 · B435 · B436 · B437 · B438 · B439 · B440 · B441 · B442 · B443 · B444 · B445 · B446 · B447 · B461 · B475 · B482 · B490 · B493 · B494 · B495 · B496 · B497 · B524 · B530